# Catuilla Planum
Il Catuilla Planum è una struttura geologica della superficie di Mercurio.